# Taft (Oklahoma)
Taft – miasto w Stanach Zjednoczonych, w stanie Oklahoma, w hrabstwie Muskogee.